# Журов Георгій Вікторович
Журов Георгій Вікторович — український кінознавець. Кандидат мистецтвознавства (1947).

## Біографія
Народився 6 травня 1902 р. в Москві в родині театрального співака й режисера Журіо Журіні. Помер 20 жовтня 1988 р. в Києві. Закінчив Київський кіноінститут (1931) та аспірантуру Всесоюзного державного інституту кінематографії (1943). Був асистентом кінооператора й начальником цеху звукових фільмів на Одеській кінофабриці ВУФКУ, звукооператором на «Київській кінофабриці «Українфільм»», заступником начальника сектора телебачення й звукозапису Всесоюзного радіокомітету, співробітником і викладачем ряду наукових та навчальних закладів і установ Москви, Алма-Ати, Києва (1930—1947).
Працював старшим науковим співробітником відділу кінознавства Інституту мистецтвознавства, фольклору та етнографії ім. М. Т. Рильського АН УРСР (1947—1962).
Друкувався з 1947 р. Автор книжок:
- «Розвиток українського кіномистецтва» (К.,1958),
- «Українське радянське кіномистецтво. 1930—1941» (К., 1959, у співавт.),
- «З минулого кіно на Україні» (К., 1959),
- «Кіно на Заході» (К., 1961),
- «Київська кіностудія ім. О. П. Довженка» (К., 1962),
- «Кинематографическая жизнь столицы Советской Украины» (К., 1983, у співавт.),
- розділу до «Истории советского кино» (1969)
- та ряду статей у збірниках «Из истории кино», у всесоюзній та республіканській пресі.

Був членом Спілки кінематографістів України.